# În fața legii
„În fața legii” (în germană Vor dem Gesetz) este o parabolă cuprinsă în romanul Procesul (în germană Der Prozess) (1925) de Franz Kafka. „În fața legii” a fost publicată în timpul vieții lui Kafka, mai întâi în ediția de Anul Nou 1915 a săptămânalului evreiesc independent Selbstwehr, apoi în 1919 în volumul Ein Landarzt (Un medic de țară). Procesul a fost publicat abia în anul 1925, după moartea lui Kafka.

## Rezumat

### „În fața legii”
Un om de la țară caută legea și dorește să intre prin porțile Legii care erau însă păzite. Portarul îi spune omului că el nu poate intra înăuntru în acel moment. Omul întreabă dacă i se va îngădui să intre mai târziu, iar portarul îi răspunde că este posibil. Bărbatul așteaptă ani de zile în fața porții, dându-i portarului tot ce avea. Portarul acceptă mita, spunându-i omului că el le acceptă „numai ca să nu te poți tu gândi că ai uitat să faci ceva”. Omul nu a încercat să-l omoare sau să-l rănească pe portar pentru a intra prin porțile Legii, ci așteaptă la ușă până când ajunge la capătul zilelor sale. Chiar înainte de moarte, el îl întreabă pe portar de ce, dacă toată lumea caută legea, nimeni altcineva nu a venit în toți acei ani. Portarul îi răspunde: „Nimeni, în afară de tine, n-avea dreptul să intre aici, căci poarta asta era făcută numai pentru tine; acum plec, și o încui.”.
În unele traduceri în limba engleză ale textului german original, cuvântul „Lege” este scris cu majuscule. Este important de reținut că aceasta este prerogativa traducătorului care ar dori astfel să pună accentul pe multiplele conotații ale cuvântului dincolo de simplul său sens juridic; de exemplu, în context religios (legea ca morală sau drept divin) sau psihanalitic („Legea Tatălui” a lui Freud) contexte. În textul german original, scrierea cu majuscule a cuvântului Gesetz („Legea”) reflectă o aderare standard la regulile de ortografie germană, care impun ca toate substantivele să fie scrise cu majuscule, și nu are neapărat o semnificație mai largă.

### ÎnProcesul
Josef K trebuie să-i arate catedrala unui client important din Italia. Clientul nu apare, dar chiar în momentul în care K. iese din catedrală, preotul îl strigă pe nume, deși K. nu-l mai întâlnise niciodată pe preot. Preotul îi dezvăluie faptul că el este un angajat al tribunalului și îi relatează o poveste (În fața legii), începând prin a-i spune că aceasta provine din „paragrafele de început ale Legii”. Preotul și K discută apoi interpretările poveștii înainte ca Josef K. să plece din catedrală.

## Semnificație
Parabola este un exemplu strălucit de absurditate în opera lui Kafka. Ea demonstrează, de asemenea, în mod clar conceptul de existențialism, că omul de la țară poate să intre pe poartă doar pe propriul său drum.
Fabula este menționată și rescrisă în penultimul capitol al romanului Elizabeth Costello de J.M. Coetzee. Eseul lui Jacques Derrida, intitulat tot „În fața legii”, analizează aspectele meta-ficționale în structura și conținutul fabulei lui Kafka (de exemplu, situația titlului plasat înaintea corpului textului și, de asemenea, în prima linie a textului propriu-zis). Eseul lui Derrida include conceptul de imperativ categoric formulat de Immanuel Kant, precum și psihanaliza freudiană în lectura lor a fabulei lui Kafka.
Fabulă este parțial menționată în cântecul „Fire in the Mountain” al formației Long Distance Calling, ca o parte recitată.
În filmul After Hours conversația între Paul și paznicul de la Club Berlin este parțial inspirată din „În fața legii”.